# 天仙配 (テレビドラマ)
『天仙配』（てんせんばい）は、2007年にCCTVによって放送された中国のテレビドラマ。中国に古代から伝わる民間神話伝説である『天仙配』と小説『七仙女正伝』を元としている。全35話。日本未公開。

## 出演者
- 七仙女 - 黄聖依
- 董永 - 楊子
- 張巧嘴 - 陳潔
- 傅官保 - 李博
- 王母娘々 - 韓再芬

## スタッフ
- プロデューサー：熊誠
- 監督：吴家駘（台湾）
- 脚本：熊誠、曾有情
- 撮影：才惠民
- 録音：翟立新
- タイトル題字：余清楚

## 主題歌
オープニングテーマ
「雙雙飛」 
作詞：熊誠、劉天華 作曲：劉天華 演唱：曹芙嘉
エンディングテーマ
「天地縁」 
作詞：熊明修、周濯街 作曲：劉天華 演唱：劉燕々
挿入歌
「天地和諧」 
作詞：化方 作曲：許舒亜 演唱：鄭璐 